# Rombaut de Dryver
Rombaut de Dryver est un sculpteur flamand du XVIe siècle natif de Malines.

## Biographie
D'une famille de la bourgeoisie de Malines, qui donnera plusieurs sculpteurs et peintres, Rombaut de Dryver se fait une grande réputation en tant que sculpteur.
Il contribue notamment à l'exécution du fameux tabernacle de l'abbaye de Tongerlo, exécuté en style flamboyant entre 1536 et 1548, réalisant les bordures et ornements de ce monument.